# 休伊崖
休伊崖（英語：Huie Cliffs）是南極洲的山崖，位於伊莉莎白女王地，屬於福里斯特爾山脈的一部分，以美國地質調查局的地質學家命名，現時由南極條約體系管理。